# Calliscarta stigmatus
Calliscarta stigmatus är en insektsart som beskrevs av Nast 1952. Calliscarta stigmatus ingår i släktet Calliscarta och familjen dvärgstritar. Inga underarter finns listade i Catalogue of Life.